# Diener (Familienname)
Diener ist ein deutscher Familienname.

## Namensträger
- Alfred Diener (1927–1953), deutscher Opfer des Sowjetischen Militärtribunals
- Andrea Diener (* 1974), deutsche Journalistin, Redakteurin, Autorin, Fotografin und Podcasterin
- Anina Diener, deutsche Szenenbildnerin und Kostümbildnerin
- Bernd Diener (* 1959), deutscher Motorradrennfahrer
- Bertha Eckstein-Diener (1874–1948), österreichische Schriftstellerin und Journalistin
- Christian Diener (Grafiker) (1937–2016), deutscher Fotograf und Grafiker
- Christian Diener (Musiker) (* 1964), deutscher Jazzbassist
- Christian Diener (Schwimmer) (* 1993), deutscher Schwimmer
- Drake Diener (* 1981), US-amerikanischer Basketballspieler
- Ed Diener (1946–2021), US-amerikanischer Psychologe
- Ernst Diener (1847–1927), Schweizer Architekt
- Franz Diener (Sänger) (1849–1879), deutscher Sänger (Tenor)
- Franz Diener (Boxer) (1901–1969), deutscher Boxer
- Georg Walter Diener (1891–1987), deutscher Germanist, Historiker und Lehrer
- Gertrude Diener (1912–1988), österreichische Bildhauerin und Malerin
- Gottfried Diener (Altphilologe) (1907–1987), deutscher Altphilologe
- Gottfried Diener (Bobfahrer) (1926–2015), Schweizer Bobfahrer
- Hans-Christoph Diener (* 1951), deutscher Neurologe
- Harald Diener (1948–1994), deutscher Fußballspieler und -trainer
- Hermann Diener (Musiker) (1897–1955), deutscher Musiker und Dirigent
- Hermann Diener (Historiker) (1925–1988), deutscher Historiker und Diplomatiker
- Jens Diener (* 1980), deutscher politischer Beamter
- Kai Diener, in Deutschland wirkender Musiker
- Karl Diener (1862–1928), österreichischer Geologe und Paläontologe
- Marcus Diener (Architekt) (1918–1999), Schweizer Architekt und Gründer des Architekturbüros Diener & Diener
- Melanie Diener (* 1967), deutsche Sängerin (Sopran)
- Michael Diener (* 1962), deutscher Theologe und Autor
- Nelly Diener (1912–1934), Schweizer Flugbegleiterin
- Peter Diener (* 1929), Schweizer Bergsteiger
- Regula Kägi-Diener (* 1950), Schweizer Juristin, Hochschuldozentin
- Robert Biswas-Diener (* 1972), US-amerikanischer Psychologe
- Roger Diener (* 1950), Schweizer Architekt
- Rolf Diener (1906–1988), Maler, Zeichner und Grafiker
- Rudolf Diener-Dénes (1889–1956), ungarischer Maler
- Theodor Diener (Musiker) (1908–1983), schweizerischer Kirchenmusiker und Komponist
- Theodor O. Diener (1921–2023), schweizerisch-amerikanischer Pflanzenpathologe
- Thomas Diener (* 1963), deutscher Politiker (CDU)
- Travis Diener (* 1982), amerikanisch-italienischer Basketballspieler
- Verena Diener (1949–2024), Schweizer Politikerin (GPS, glp)
- Wilhelm Diener (1889–1972), deutscher Architekt